# Мокрый Остров
Мокрый Остров — деревня в Крестецком районе Новгородской области.
Входит в состав Крестецкого городского поселения.
Расстояние до Москвы — 405 км.
Расстояние до районного центра Крестцы по автодороге — 8,7 км. Ближайшие населённые пункты — Старая Болотница, Ямская слобода.
Численность населения — 87 человек.

## История названия
Самое первое упоминание о деревне Мокрый Остров в архивской летописи датируется 1495 годом. В данном документе она значится как Остов Мокрой. Как издавна считают жители самой деревни, название это пошло от того, что окружена она болотами и озером.
Деревня Мокрый Остров принадлежала церкви Сорока Мучеников с Яневой улицы Новгорода. В деревне жили три семьи — Тереховы, Тимохины, Логинковы. Оброк с церковной деревни в пользу великого князя не брался. Этой же церкви принадлежали деревни Горелое, Лутовна, Мошна, Подол.

## Достопримечательности
Уникальная деревянная церковь Илии Пророка. Построена на деньги прихожан, без единого гвоздя в 1860 году. Разрушается.
Приход объединял 11 деревень (Лутовна, Дубровка, Тупичино, Листовичи, Вязовое, Часынья, Быковка, Шеребуть и другие). В церкви был свой хор, в котором пели многие местные жители. Здесь издавна почитали святого пророка Илью. На Ильин день в Мокрый Остров съезжались жители других деревень. В церкви проходила служба, а на второй день крестный ход. При церкви действовала церковно-приходская школа, которая располагалась в доме по соседству. В ней было четыре класса. Сначала грамоте учил местный священник, потом появился учитель. Ходили в школу кто один год, кто два, некоторые заканчивали четыре класса. После октябрьской революции 1917 года церковь закрыли, и она долгое время использовалась под склад, где хранились минеральные удобрения, а также под клуб.

## Гражданские объекты
В деревне есть почтовое отделение